# Jennifer Hudson
Jennifer Kate Hudson (Chicago, 12 settembre 1981) è una cantante, attrice, imprenditrice e conduttrice televisiva statunitense.
Dopo la partecipazione al talent show American Idol nel 2004, viene inserita nel cast del film Dreamgirls (2006), ottenendo il plauso della critica cinematografica e vincendo un Golden Globe, un Premio BAFTA, uno Screen Actors Guild Award e un Premio Oscar nella categoria migliore attrice non protagonista.
Grazie al successo ottenuto, continua a recitare in numerosi film, tra cui Sex and the City (2008), La vita segreta delle api (2008), Winnie Mandela (2011), Un Natale speciale a New York (2013) e Cats (2019), e nel 2015 esordisce a Broadway con The Color Purple, per cui vince il Grammy Awards come Best Musical Theater Album. In televisione recita nelle serie tv Smash (2012), Empire (2015) e Hairspray Live! (2016) e viene scelta come giudice e coach a The Voice UK, The Voice US e X Factor US.
Parallelamente alla carriera da attrice firma un contratto con Arista Records (2008-2013) e dal 2016 con RCA Records, pubblicando tre album in studio, Jennifer Hudson (2008) che le fa ottenere il Grammy Award al miglior album R&B, I Remember Me (2011) e JHUD (2014), esordendo con tutti e tre i progetti nella Top10 statunitense. Globalmente ha venduto oltre 2 milioni di copie, venendo riconosciuta con un BET Awards, sei NAACP Image Award, un Soul Train Music Award e candidature ai Billboard Music Awards e MTV Video Music Awards. Ha prestato voce inoltre in diverse colonne sonore, tra cui in Think Like a Man e interpretando il brano I'll Fight di Diane Warren, candidato all'Oscar alla migliore canzone.
Nel settembre 2021, ha vinto un Daytime Emmy Award come Miglior media interattivo per un programma diurno per essere stata produttrice esecutiva di Baba Yaga, una storia di favole interattive di 27 minuti realizzata per Oculus Quest.
Nel 2022, per aver prodotto lo spettacolo teatrale A Strange Loop, vince il suo primo Tony Award, raggiungendo lo status di EGOT, diventando la seconda donna afroamericana a riuscirci nella storia.

## Biografia
Jennifer Hudson nasce nel 1981 a Chicago in Illinois, da una famiglia afroamericana. Fin da piccola mostra le sue abilità nel canto e dall'età di 7 anni inizia a cantare nel coro della chiesa locale. Le sue principali fonti di ispirazione sono cantanti come Whitney Houston, Aretha Franklin e Patti LaBelle. Nel 1999 si diploma presso la Dunbar Vacational Career Academy.

### Gli esordi:American Idol
Nel 2004 partecipa alle audizioni per la terza edizione del talent show American Idol che si tengono ad Atlanta in Georgia. Superata la prima audizione, riesce ad entrare nella rosa dei 12 finalisti e partecipa alle puntate serali del programma, nelle quali si esibisce sulle note di grandi successi della musica mondiale come Baby I Love You di Aretha Franklin, Circle of Life di Elton John e I Have Nothing di Whitney Houston. L'avventura ad American Idol si conclude alla sesta puntata, quando la Hudson viene eliminata, classificandosi settima.

### 2005-2009: Il debutto conDreamgirlse il primo album in studio

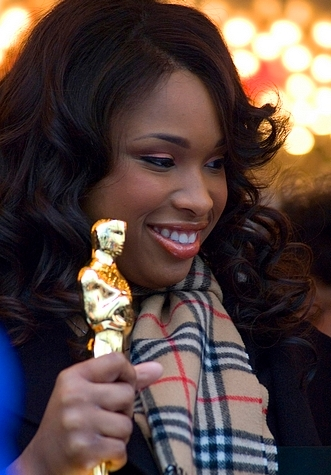
Jennifer Hudson nel 2007 con l'Oscar vinto per Dreamgirls

Nel novembre 2005, dopo numerosi provini, Jennifer Hudson ottiene la parte di Effie White nel film Dreamgirls, adattamento cinematografico dell'omonimo musical di Broadway. Il film, che esce nelle sale cinematografiche nel 2006, presenta cantanti e attori, tra cui, Eddie Murphy, Beyoncé e Jamie Foxx. Il progetto cinematografico ottiene un grande successo di pubblico e critica, in particolare l'interpretazione di Jennifer Hudson, che per il ruolo ricoperto riceve 29 premi tra cui un Golden Globe, un S.A.G. Award e l'Oscar alla miglior attrice non protagonista. Per la colonna sonora del film interpreta il brano And I Am Telling You I'm Not Going, che debutta alla posizione numero 98 della Billboard Hot 100. Nel novembre 2006 Jennifer Hudson firma un contratto discografico con l'Arista Records.
Nel 2007 interpreta il ruolo di Louise nella trasposizione cinematografica della serie televisiva Sex and the City, per il quale presta la voce per la colonna sonora. Nel 2008 recita al fianco di Queen Latifah, Alicia Keys e Sophie Okonedo nel film La vita segreta delle api, per il quale riceve una nomina ai Black Reel Awards e ai NAACP Image Award come miglior artista non protagonista. Nello stesso anno recita anche nel film drammatico Winged Creatures - Il giorno del destino, basato sul romanzo Creature alate di Roy Freirich.
Nei primi mesi del 2008 inizia a registrare alcuni brani con i produttori Timbaland e Ryan Tedder. Nel giugno 2008 viene pubblicato il singolo di debutto, Spotlight, che raggiunge la ventiquattresima posizione nella Billboard Hot 100 e la prima posizione nella classifica R&B americana. Dopo il successo del singolo, il 27 settembre 2008 viene pubblicato l'album di debutto della cantante, Jennifer Hudson, che esordisce alla seconda posizione della Billboard 200 e viene certificato disco d'oro negli Stati Uniti. Il progetto discografico vede inoltre la partecipazione di Missy Elliott, Fantasia, Robin Thicke, Ne-Yo e Ludacris.La scelta del secondo singolo cade su If This Isn't Love che viene preferita a My Heart, ma la pubblicazione prevista per ottobre 2008 slitta al nuovo anno a causa dei problemi familiari della cantante, che subisce un grave lutto in famiglia per l'uccisione della madre, del fratello e del nipote. Il singolo viene pubblicato a gennaio 2009 e raggiunge la posizione numero 63 della Billboard Hot 100. L'album vende oltre 1 milione di copie a livello mondiale, vince il Grammy Award al miglior album R&B sulle tre nomine ricevute, e ottiene i NAACP Image Award come miglior artista esordiente e per il miglior album.

### 2010-2014:I Remember Me, JHUDe nuovi progetti cinematografici

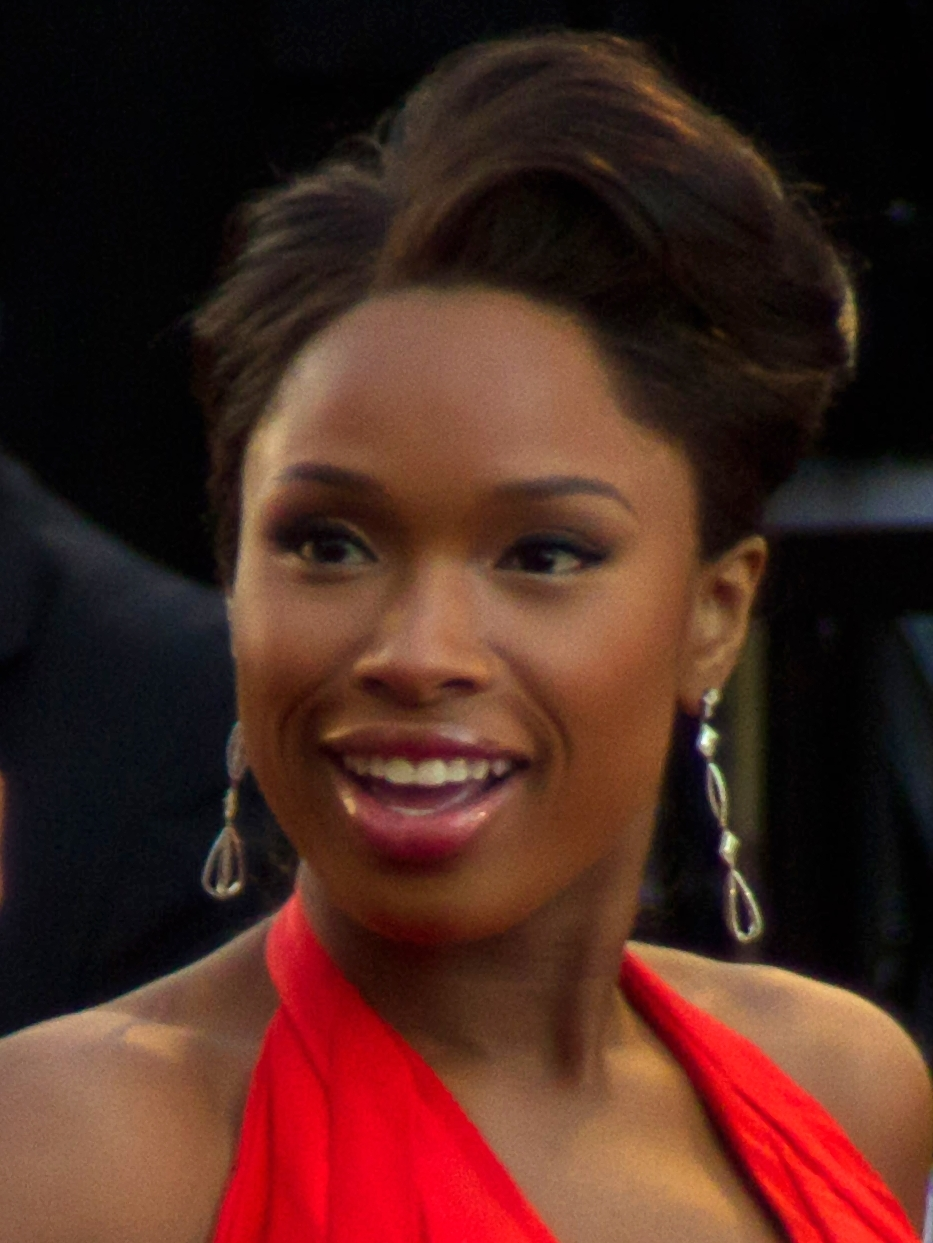
Jennifer Hudson ai Premi Oscar 2011

Il 12 febbraio 2010 viene pubblicata We Are the World 25 for Haiti, singolo benefico per raccogliere fondi da destinare ai terremotati di Haiti, a cui la Hudson partecipa in veste di solista al fianco di altri artisti statunitensi. Nello stesso anno, duetta con la cantante britannica Leona Lewis nel brano Love Is Your Color, registrato per la colonna sonora del film Sex and the City 2. Nello stesso anno viene scelta nel caste per il film Winnie Mandel, recitendo nel ruolo protagonista della politica sudafricana ed ex moglie di Nelson Mandela e uscito nelle sale cinematografiche a settembre 2011.
L'8 febbraio 2011 viene pubblicato il primo singolo Where You At che raggiunge la sessantaquattresima posizione della Billboard Hot 100 e l'undicesima posizione nella classifica R&B americana. Successivamente, il 22 marzo 2011 viene pubblicato l'album I Remember Me, che debutta alla seconda posizione della
classifica americana Billboard 200 vendendo circa 170 000 copie nella prima settimana. Successivamente furono pubblicati i singoli I Remember Me e No One Gonna Love You. Nel febbraio 2012 partecipa a un'altra cerimonia funebre, stavolta per Whitney Houston, dove canta la canzone-simbolo dell'artista del New Jersey, I Will Always Love You. Nello stesso anno recita nel film I tre marmittoni di Farrelly brothers e recita nella serie televisiva Smash.
Nel 2013 partecipa nei film Un Natale speciale a New York e The Inevitable Defeat of Mister and Pete, mentre nel settembre pubblica il singolo I Can't Describe (The Way I Feel) con T.I., prodotto da Pharrell Williams. Nel novembre seguente viene inserita nella Hollywood Walk of Fame.
Nel settembre 2014 pubblica l'album JHUD, a cui partecipano Pharrell Williams, Timbaland, RedOne e R. Kelly tra gli altri. La canzone dell'album It's Your World con R. Kelly, è stata poi nominata per la miglior performance vocale R&B ai Grammy Awards del 2015.

### 2015-2018: il debutto a Broadway e The Voice

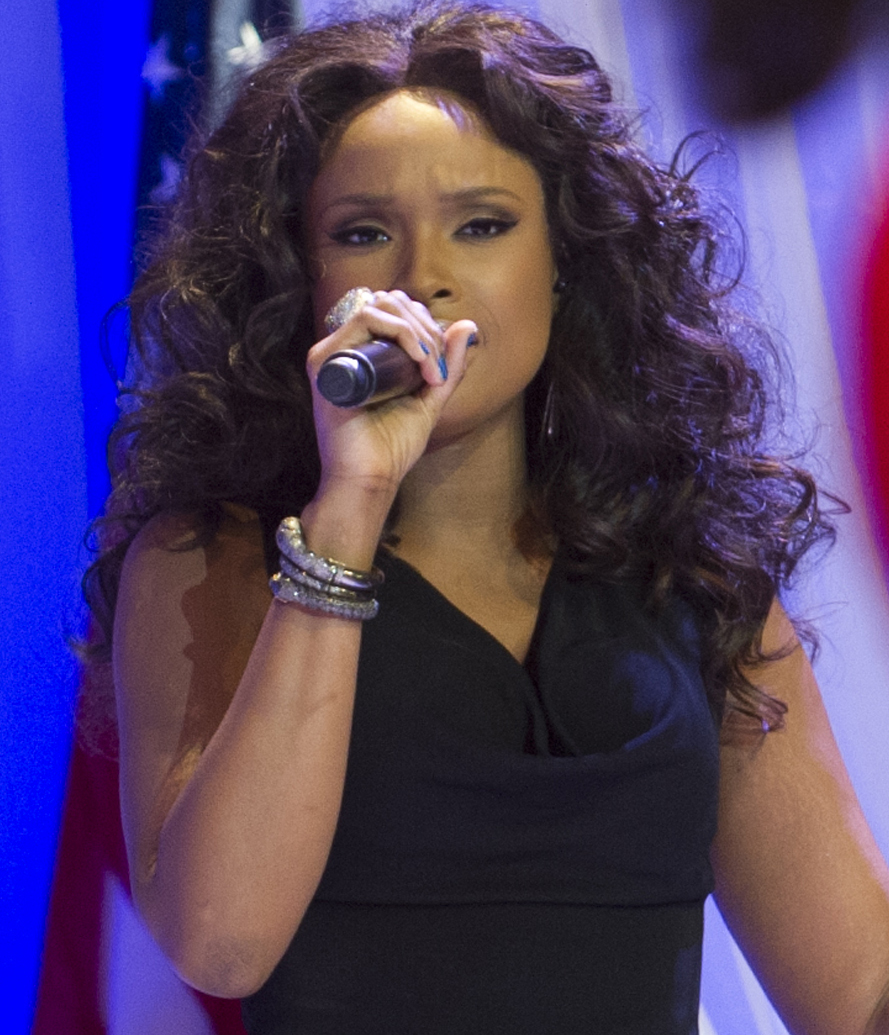
Jennifer Hudson in una performance alla Casa Bianca.

Nel 2015 ha recitato per Spike Lee in Chi-Raq e nella serie TV Empire. Sempre nel 2015 ha debuttato a teatro nel musical di Broadway The Color Purple, in onore della leggenda musicale Prince. Grazie al successo ottenuto, l'album tratto dal musical fa ottenere alla cantante il secondo Grammy Awards nella categoria Best Musical Theater Album. Nello stesso anno viene pubblicato il singolo Trouble di Iggy Azalea che vede la collaborazione di Jennifer Hudson e raggiunge la posizione 67 della Billboard Hot 100 e esordisce nelle Top10 di Australia e Regno Unito, ottenendo successivamente la certificazione di disco d'oro in tutti e tre i paesi.
Nel 2016 ha recitato nel film Sandy Wexter, ed è apparsa nei cast dei film TV Hairspray Live! e Confirmation. Presta voce inoltre al personaggio Nana nel film di animazione Sing. Tra il 2017 e il 2018 entra a far parte del cast di coach e giudici di The Voice UK e The Voice US, al fianco di Blake Shelton, Will.i.am, Tom Jones, Adam Levine, Miley Cyrus, Kelly Clarkson e Kelsea Ballerini.
Nel 2018 è inoltre interprete del brano I'll Fight, scritto da Diane Warren, per il film Alla corte di Ruth - RBG. Il brano riceve una nomina come migliore canzone ai Premi Oscar 2019, premiazione in cui l'artista si esibisce, e fa ottenere alla cantante un Hollywood Music in Media Awards.

### 2019-presente: Il ritorno sul grande schermo conCats eRespect
Nel 2019 ha avuto una parte nella prima versione cinematografica del musical Cats, diventando l'unica interprete del cast apprezzata dalla critica, dando voce inoltre al brano Memory. Il 6 giugno dello stesso anno ha partecipato alla cerimonia di consegna a Denzel Washington dell'AFI Life Achievement Award esibendosi con il brano A Change Is Gonna Come, ricevendo una standing ovation. Tra il 2019 e il 2020 ha interpretato l'icona musicale Aretha Franklin nel film Respect, al fianco di Marlon Wayans, Mary J. Blige, Audra McDonald e Forest Whitaker. A causa della pandemia di COVID-19 viene trasmessa alle sale da agosto 2021. Il film è stato accompagnato da una colonna sonora cantata interamente da Hudson con cover di diverse canzoni di Franklin con una canzone originale di Hudson, Here I Am (Singing My Way Home), che è stata pubblicata come singolo principale della colonna sonora nel giugno 2021.
Nel corso del 2020 collabora con Will.i.am, Bono e Yoshiki nel brano #SING4LIFE, realizzato in onore dei musicisti morti a causa della pandemia da COVID-19. Collabora inoltre con Mariah Carey nella nuova versione del singolo Oh Santa!, insieme alla cantautrice Ariana Grande, divenendo la seconda apparizione della cantante nella Top10 britannica.
Il 19 agosto 2021, Hudson si esibì in uno spettacolo all'Apollo Theater chiamato Jennifer Hudson - Live at the Apollo: A Night of Soul, successivamente si esibisce a Venezia per il fashion show di alta moda tenuto da Dolce & Gabbana. Nel settembre 2021, la Hudson ha vinto un Daytime Emmy Award come Miglior media interattivo per un programma diurno per essere stata produttrice esecutiva di Baba Yaga, una storia di favole interattive di 27 minuti realizzata per Oculus Quest.
A partire dall'autunno 2022, Hudson conduce un programma televisivo intitolato The Jennifer Hudson Show sulla rete televisiva Fox. Sempre nel 2022, grazie alla sua attività di produttrice dello spettacolo teatrale A Strange Loop, Hudson vince il suo primo Tony Award ed entra a far parte dei cosiddetti EGOT.

## Vita privata
Dal matrimonio con il wrestler David Otunga ha avuto un figlio, David Daniel Otunga Jr., nato l'11 agosto 2009.
Nel novembre 2013 riceve la stella numero 2512 sulla Hollywood Walk of Fame di Los Angeles.

### Tragedia familiare
Il 24 ottobre 2008 l'attrice è vittima di una triplice tragedia familiare: la madre, Darnell Donnerson, e il fratello, Jason, vengono trovati senza vita nella loro casa di Chicago, mentre il nipotino Julian King, di sette anni, viene rapito. Il giorno stesso della tragedia viene arrestato William Balfour, ex marito della sorella dell'attrice, in quanto "persona di interesse", ma l'uomo non viene posto sotto indagine. Tre giorni dopo, il 27 ottobre, viene trovato anche il corpo senza vita del bambino, proprio nell'automobile di Balfour, che nel gennaio del 2009 viene dichiarato colpevole del triplice omicidio.
In memoria delle tre vittime, Jennifer Hudson e sua sorella Julia hanno creato una fondazione per i familiari delle vittime di omicidi, la The Hudson-King Foundation for Families of Slain Victims.

## Filmografia

### Cinema
- Dreamgirls, regia di Bill Condon (2006)
- Sex and the City, regia di Michael Patrick King (2008)
- La vita segreta delle api (The Secret Life of Bees), regia di Gina Prince-Bythewood (2008)
- Winged Creatures - Il giorno del destino (Winged Creatures), regia di Roman Woods (2008)
- Winnie Mandela, regia di Darrell Roodt (2011)
- I tre marmittoni (The Three Stooges), regia di Peter e Bobby Farrelly (2012)
- Un Natale speciale a New York (Black Nativity), regia di Kasi Lemmons (2013)
- The Inevitable Defeat of Mister and Pete, regia di George Tillman Jr. (2013)
- Lullaby, regia di Andrew Levitas (2014)
- Chi-Raq, regia di Spike Lee (2015)
- Sing, regia di Garth Jennings (2016)
- Sandy Wexler, regia di Steven Brill (2017)
- Monster, regia di Anthony Mandler (2018)
- Cats, regia di Tom Hooper (2019)
- Respect, regia di Liesl Tommy (2021)
- Tell It Like a Woman, regia di Taraji P. Henson e altri (2022)
- Breathe, regia di Stefon Bristol (2024)

### Televisione
- Smash – serie TV, 3 episodi (2013)
- Empire – serie TV, 3 episodi (2015)
- Hairspray Live! – film TV (2016)
- Confirmation - Una donna per la verità (Confirmation) – film TV, regia di Rick Famuyiwa (2016)
- The Jennifer Hudson Show - talk show (2022-in corso)

## Teatro
- Hair, libretto di Gerome Ragni e James Rado, colonna sonora di Galt MacDermot, regia di Christopher Gattelli. New Amsterdam Theatre di New York (2004)
- The Best Little Whorehouse in Texas, libretto di Larry L. King e Peter Masterson, colonna sonora di Carol Hall. August Wilson Theatre di New York (2006)
- The Color Purple, libretto di Marsha Norman, colonna sonora di Stephen Bray, Allee Willis e Brenda Russell, regia di John Doyle. Bernard B. Jacobs Theatre di Broadway (2015)

### Produttrice
- A Strange Loop, libretto e musiche di Michael R. Jackson. Lyceum Theatre di Broadway (2022)

## Discografia

### Album
- 2008 - Jennifer Hudson
- 2011 - I Remember Me
- 2014 - JHUD
- 2024 - The Gift Of Love

### Colonne sonore
- 2006 - Dreamgirls: Music from the Motion Picture
- 2013 - Black Nativity Soundtrack
- 2015 - Chi-Raq (Original Motion Picture Soundtra)ck)
- 2016 - Hairspray Live! (Soundtrack)
- 2016 - Beat Bugs: Best of Seasons 1 & 2 (Music from the Original Series)
- 2016 - Sing: Original Motion Picture Soundtrack
- 2019 - Cats Soundtrack
- 2021 - Respect (Original Motion Picture Soundtrack)

### Singoli e collaborazioni
- 2006 - And I Am Telling You I'm Not Going
- 2008 - Spotlight
- 2009 - If This Isn't Love
- 2009 - Giving Myself
- 2010 - Love Is Your Color (con Leona Lewis)
- 2011 - Where You At
- 2011 - I Remember Me
- 2011 - No One Gonna Love You
- 2012 - Think Like a Man (con Ne-Yo e Rick Ross)
- 2013 - I Can't Describe (The Way I Feel) (con T.I.)
- 2014 - Walk It Out (con Timbaland)
- 2014 - It's Your World (con R. Kelly)
- 2015 . Trouble (con Iggy Azalea)
- 2015 - I Still Love You
- 2016 - Remember Me
- 2018 - I'll Fight
- 2020 - Oh Santa! (remix) (con Mariah Carey e Ariana Grande)

## Riconoscimenti
- Premio Oscar
  - 2007 – Migliore attrice non protagonista per Dreamgirls
- Golden Globe
  - 2007 – Migliore attrice non protagonista per Dreamgirls
  - 2022 – Candidatura per la migliore canzone originale per Respect
- Premio BAFTA
  - 2007 – Migliore attrice non protagonista per Dreamgirls
- Black Reel Awards
  - 2007 – Miglior attrice non protagonista per Dreamgirls
  - 2007 – Miglior performance rivoluzionaria per Dreamgirls
  - 2008 – Candidatura alla miglior attrice protagonista per La vita segreta delle api
  - 2022 – Candidatura alla miglior attrice protagonista per Respect
  - 2022 – Candidatura alla miglior canzone originale per Here I Am (Singing My Way Home)
- Critic's Choice Movie Awards
  - 2007 – Miglior attrice non protagonista per Dreamgirls
  - 2007 – Candidatura al miglior cast cinematografico per Dreamgirls
- Daytime Emmy Awards
  - 2021 – Miglior media interrattivi per un programma diurno per Baba Yaga
  - 2023 – Candidatura al miglior talk show diurno per The Jennifer Hudson Show
  - 2024 – Candidatura al miglior talk show diurno per The Jennifer Hudson Show
- Grammy Awards
  - 2008 – Candidatura alla miglior colonna sonora di compilazione per Visual Media per Dreamgirls: Music from the Motion Picture
  - 2009 – Miglior album R&B per  Jennifer Hudson
  - 2009 – Candidatura alla miglior performance vocale R&B femminile per Spotlight
  - 2009 – Candidatura alla miglior performance di un duo o un gruppo per I'm His Only Woman (con Fantasia Barrino)
  - 2015 – Candidatura alla miglior performance R&B per It's Your World (featuring R. Kelly)
  - 2017 – Miglior album di un musical teatrale per The Color Purple
  - 2022 – Candidatura alla miglior colonna sonora di compilazione per Visual Media per Respect
  - 2022 – Candidatura alla miglior canzone scritta per Visual Media per Here I Am (Singing My Way Home)
- NAACP Image Awards
  - 2007 – Miglior attrice non protagonista in un film per Dreamgirls
  - 2009 – Candidatura alla miglior attrice non protagonista in un film per La vita segreta delle api
  - 2009 – Miglior artista esordiente
  - 2009 – Candidatura alla miglior artista femminile
  - 2009 – Miglior album per Jennifer Hudson
  - 2009 – Candidatura alla miglior canzone per Spotlight
  - 2009 – Candidatura al miglior video musicale per Spotlight
  - 2012– Candidatura alla miglior artista femminile
  - 2012 – Miglior album per I Remember Me
  - 2012 – Miglior video musicale per Where You At
  - 2014– Candidatura alla miglior attrice protagonista in un film per Winnie Mandela
  - 2015 – Candidatura alla miglior artista femminile
  - 2015- Candidatura al miglior album per JHUD
  - 2016 – Candidatura alla miglior attrice non protagonista in un film per Chi-Raq
  - 2022 – Miglior attrice protagonista in un film per Respect
  - 2022–  Entertainer of the Year
  - 2022 – Candidatura al miglior film per Respect
  - 2022 – Candidatura al miglior cast cinematografico per Respect
  - 2022 – Candidatura al miglior duo, gruppo o collaborazione per Supertar
  - 2023 – Miglior presentatore in uno show di notizie o informazioni per The Jennifer Hudson Show
  - 2024 – Miglior Talk Show per The Jennifer Hudson Show
- Screen Actors Guild Award
  - 2007 – Migliore attrice non protagonista per Dreamgirls
  - 2007 – Candidatura per il miglior cast per Dreamgirls
  - 2022 – Candidatura per la migliore attrice per Respect
- Satellite Awards
  - 2007 – Miglior attrice non protagonista per Dreamgirls
  - 2022 – Candidatura alla miglior attrice in un film commedia o musicale per Respect
- Tony Awards
  - 2022 – Miglior musical per A Strange Loop

## Doppiatrici italiane
- Alessia Amendola in Sex and the City, Sandy Wexler, Monster, Respect, Breathe
- Laura Romano in Dreamgirls
- Stella Gasparri in  La vita segreta delle api
- Rachele Paolelli in I tre marmittoni
- Sophia De Pietro in Cats